# Into the Gap
Into the Gap è un album discografico del gruppo musicale Thompson Twins pubblicato nel 1984.

## Tracce
Lato 1
1. Doctor ! Doctor !
2. You Take Me Up
3. Day After Day
4. Sister Of Mercy
5. The Gap
6. Hold Me Now

Lato 2
1. Leopard Day
2. Panic Station
3. Down Tools
4. Funeral Dance
5. Compass Points
6. Still Water